# تام هالند (نویسنده)

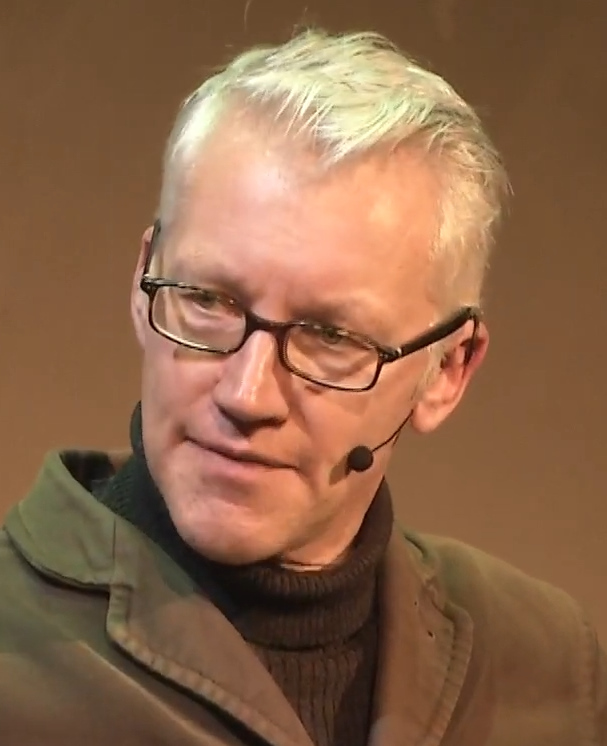

تام هالند (در برخی گویش‌ها: تام هالاند) (به انگلیسی: Tom Holland)، زاده ۱۹۶۸ میلادی در سالزبری انگلستان، نویسندهٔ تاریخ مستند به سبک مردم‌پسند و همچنین داستان های تاریخی است که روش ساده‌نویسی را پیشه خود کرده تا بخش گسترده‌ای از مردم را جلب کند. کتاب‌های تام هولاند نتیجه تحقیقات عمیق و گسترده هستند و در جامعه علمی و دانش نامه‌ای به آن‌ها مستقیماً اشاره می‌شود (ر ک به داده‌های مقاله آتش ایرانی). هولاند تحصیل کرده دانشگاه آکسفورد و دانشگاه کمبریج در رشته تاریخ است.
هالند در رادیوی بی‌بی‌سی نیز کار کرده. او در گذشته نزدیک چندین کتاب تاریخی نوشته که معروف‌ترین و پر فروش ترینشان کتاب پرشین فایر بوده. هلند برای این کتاب جایزه معروف Runciman Award را دریافت کرد.

## کتاب‌های هولاند در رابطه با ایران
- آتش ایرانی، یا «آتش ایران». اولین ابرقدرت جهان و جنگ برای (تسخیر) غرب
- در سایه شمشیر (در رابطه با فروپاشی ساسانیان در قرن ششم میلادی و حمله اعراب به عنوان قدرت جدید منطقه)